# Тхепсінг
Тхепсінг (*тай. เทพสิงห์; д/н — після 1727) — 24-й володар держави Ланна у 1727 році.

## Життєпис
Походив з південня реогну Юам. 1727 року очолив повстання невдаволеннях засиллям та здирництвом бірманців. Зумів перемогти, захопити та стратити віцекороля Мангренра. За цим оголосив себе володарем ланни, чим відновив статус держави та незалежність. Проте через місяць зазнав поракзи й був повалений Онг Кхамом, правителем Луанґпхабанґу. Втім до Чао Літхепха, князя Нан. Але у битві біля Чіангмаю вони зазнали поразки. Союзник Тхепсінга загинув, а він сам втік. Подальша доля не відома.